# Georg Umbenhauer
Georg Umbenhauer (født 20. september 1912 i Nürnberg, død 15. december 1970) var en tysk cykelrytter. Hans største sejr som professionel kom i 1939, da han vandt Großdeutschlandfahrt (senere kendt som Tyskland Rundt), der var det tyske og nazistiske modstykke til Tour de France. Umbenhauer vandt løbet med 9:45 ned til andenpladsen, der blev indtaget af schweizeren Robert Zimmermann.
Umbenhauer fik aldrig en stor karriere, da den blev afbrudt af udbruddet af 2. verdenskrig. Han døde i 1970 på grund af en nyresygdom. I dag kan man stadig spore Umbenhauers berømmelse i hjembyen Nürnberg, idet han her har fået opkaldt en vej efter sig, "Umbenhauerstrasse", der ligger tæt på cykelbanen i Nürnberg.